# Stefan I (påve)
Stefan I, född i Rom, död 2 augusti 257 i Rom, var påve från den 12 maj 254 till sin död, 2 augusti 257. Helgon i katolska kyrkan, med festdag 2 augusti.

## Biografi
Enligt de äldsta registren var Stefan född i Rom och son till en Jovius. Liber Pontificalis anger att Stefan var ärkediakon när Lucius I, som gick mot sin martyrdöd, utsåg honom till efterträdare.
Det mesta som är känt om Stefans pontifikat gäller antingen direkt eller indirekt Novatianus läror, vilka fördömts som kätteri. Stefans viktigaste insats var att han försvarade kättardop, det vill säga att avfällingar inte behövde återdöpas efter att de ångrat sig, detta i strid mot Cyprianus och andra biskopar i Afrika och Asien. Ärkebiskop Benson av Canterbury beskriver händelseförloppet med orden: "Stefan triumferade, och i honom triumferade kyrkan i Rom, så som det anstod henne". Uppgifter om Stefans insatser i denna dogmatiska fråga finns även i brev från Dionysius av Alexandria.
Under början av Stefans pontifikat blev han återkommande uppmanad av biskop Faustinus av Lyon att vidtaga åtgärder mot biskop Marcianus av Arles, som hade anslutit sig till Novatianus doktrin och därför vägrade ge nattvard till botfärdiga avfällingar (lapsi). Av någon orsak som inte är känd, gjorde inte Stefan något åt detta trots tillsägelser. Därför sökte sig biskoparna i Gallien till Cyprianus, och bad honom skriva till påven. Detta gjorde Cyprianus, och hans brev är den enda bevarade källan om saken (Epp. lxix, lxviii). Cyprianus vädjade till Stefan att inte göra som sina företrädare, som blivit martyrer, utan i stället ge biskoparna i Gallien i uppdrag att fördöma Marcianus, och att välja en annan biskop i dennes ställe. Eftersom Cyprianus inte tar upp frågan igen efter detta, brukar man förmoda att Stefan gjorde som han blivit uppmanad till, och att Marcianus avsattes.
Fallet med de spanska biskoparna Martialus och Basilides var ytterligare något som gjorde att Stefan hade kontakt med Cyprianus. Dessa spanska biskopar hade blivit fördömda som libellatici för att ha förnekat tron, av de andra biskoparna i deras provins. Till en början erkände de sin skuld, men sedan vädjade de till Rom, och vilseledde Stefan som återinsatte dem. Eftersom de hade påven på sin sida fick de några biskopar i provinsen med sig, men andra lade då fram saken för Cyprianus. En synod av afrikanska biskopar tog upp fallet, förnyade fördömelsen av Martialus och Basilides, och uppmanade folk att ingå gemenskap med deras efterträdare. Samtidigt var synoden mån om att poängtera att Stefan agerat som han gjort för att han var "avlägset belägen, och okunnig om de sanna förhållandena i frågan" och därför lurats av Basilides.
Stefan var angelägen om att föra traditionen från sina företrädare vidare beträffande praktisk välgörenhet och trosfrågor. Han bistod därför "alla provinser i Syrien och Arabien" med deras nödvändigheter.
Under denna tid skilde sig inte klädesdräkten som präster bar i mässan från de kläder som lekmän bar, vare sig till material eller design. Liber Pontificalis anger att Stefan beslutade att den dräkt som användes till ecklesiastikala uppgifter inte skulle användas till vardags.
Samma källa gör gällande att hans pontifiakt slutade med att han led martyrdöden, men detta brukar i allmänhet betvivlas. Han begravdes i Calixtus katakomber, varifrån hans reliker flyttades till ett kloster som instiftades till hans ära av Paulus I.